# Vidro elétrico
Vidros elétricos são vidros de automóveis que podem ser levantados e abaixados pressionando um botão ou interruptor, em vez de usar uma manivela.
O primeiro automóvel com vidros elétricos vendido no Brasil foi o Ford Del Rey, na sua versão de topo Ouro, em 1981.